# Luc-Ewen Martin-Fenouillet
Luc-Ewen Martin-Fenouillet ist ein französischer Filmtechniker für Visuelle Effekte.

## Karriere
Martin-Fenouillet studierte Computergrafik an der Isart Digital in Paris, wobei er sich auf Lichtdesign und Look Development spezialisierte. Zunächst arbeitete er ein Jahr lang in der Werbebranche, bevor er nach England und in die Filmbranche wechselte. Sein erster Film als Lichtdesigner war 2012 John Carter – Zwischen zwei Welten von Andrew Stanton. Einmalig war er im selben Jahr an der Erstellung des Computerspiels Halo 4 beteiligt. Zu Beginn arbeitete er bei den Animationsstudios Method Studios und Cinesite, bis er 2015 zu Moving Picture Company (MPC) wechselte. Dort war er vor allem im Blockbusterbereich beschäftigt, etwa an Jupiter Ascending, Alien: Covenant oder Pirates of the Caribbean: Salazars Rache. Schließlich stieg er 2017 mit Greatest Showman zum „CG Supervisor“ auf. In dieser Rolle war er auch 2023 am Historienepos Napoleon von Ridley Scott beteiligt. Hierfür wurde er zusammen mit Simone Coco, Neil Corbould und Charley Henley für den BAFTA und Oscar 2024 in der Kategorie Beste visuelle Effekte nominiert.
In einem Interview lobte Martin-Fenouillet die Vision von Scott, die sich von Storyboards hin zum fertigen Film kaum verändert habe. Die Aufgabe der Spezialeffektkünstler bestand bei dem Film nicht darin, eine völlig neue Welt zu erschaffen, sondern bestehende Landschaften und Gebäude der Zeit anzupassen. MPC war dabei für die Szenen an den Tuilerien, die Ankunft in Moskau und die Schlacht bei Waterloo. Für die Darstellung von Moskau arbeitete er mit zeitgenössischen Zeichnungen und Lithografien. Die Tuilerien wurden in Blenheim Palace in England gedreht, wobei in der Postproduktion weitere Stockwerke aufgesetzt wurden. Für die Schlachten wurden bereits bestehende Aufnahmen vervielfacht und zusammengesetzt. Hilfreich seien dabei verschiedene Kameraperspektiven gewesen.

## Filmografie (Auswahl)
- 2012: John Carter – Zwischen zwei Welten (John Carter)
- 2013: World War Z
- 2013: Die Tribute von Panem – Catching Fire
- 2014: Monuments Men – Ungewöhnliche Helden
- 2014: X-Men: Zukunft ist Vergangenheit
- 2014: Hercules
- 2015: Jupiter Ascending
- 2015: San Andreas
- 2015: Codename U.N.C.L.E.
- 2015: The Last Witch Hunter
- 2017: Alien: Covenant
- 2017: Pirates of the Caribbean: Salazars Rache
- 2017: Die Mumie
- 2017: Greatest Showman
- 2018: Predator – Upgrade
- 2019: Dumbo
- 2019: Maleficent: Mächte der Finsternis
- 2020: Artemis Fowl
- 2021: Cruella
- 2022: Sonic the Hedgehog 2
- 2023: Napoleon
- 2024: Atlas
- 2024: Kraven the Hunter

## Auszeichnungen
- 2024: VES-Award-Nominierung in der Kategorie Herausragende Visuelle Effekte bei einem fotorealistischen Kinofilm für Napoleon
- 2024: Satellite-Award-Nominierung in der Kategorie Beste Visuelle Effekte für Napoleon
- 2024: BAFTA-Nominierung in der Kategorie Beste Visuelle Effekte für Napoleon
- 2024: Oscar-Nominierung in der Kategorie Beste Visuelle Effekte für Napoleon